# Tournoi de tennis US Clay Court (dames 1969)
Le tournoi de tennis US Clay Court est un tournoi de tennis féminin. L'édition 1969 se dispute à Indianapolis du 22 au 27 juillet 1969.
Gail Sherriff remporte le simple dames. En finale, elle bat Linda Tuero.
L'épreuve de double voit quant à elle s'imposer Lesley Turner et Gail Sherriff.

## Résultats en simple

### Parcours
| No | Joueuse       | Résultat   | Ultime adversaire |
| -- | ------------- | ---------- | ----------------- |
| 1  | Lesley Turner | 1/2 finale | Linda Tuero       |

### Tableau final
|  |               |               |             |            |            |   |   |        |        |        |        |        |
|  | 1/2 finale    | 1/2 finale    | 1/2 finale  | 1/2 finale | 1/2 finale |   |   | Finale | Finale | Finale | Finale | Finale |
|  |               |               |             |            |            |   |   |        |        |        |        |        |
|  |               |               |             |            |            |   |   |        |        |        |        |        |
|  | Gail Sherriff |               | 6           | 6          |            |   |   |        |        |        |        |        |
|  | Gail Sherriff |               |             |            |            |   |   |        |        |        |        |        |
|  | Nancy Richey  |               | 3           | 4          |            |   |   |        |        |        |        |        |
|  | Nancy Richey  | Gail Sherriff | 3           | 4          |            | 6 | 6 |        |        |        |        |        |
|  |               |               |             |            |            | 6 | 6 |        |        |        |        |        |
|  |               |               | Linda Tuero |            | 2          | 2 |   |        |        |        |        |        |
|  | Linda Tuero   |               | Linda Tuero | 4          | 2          | 2 | 6 | 6      |        |        |        |        |
|  | Linda Tuero   |               |             | 4          |            |   | 6 | 6      |        |        |        |        |
|  | Lesley Turner | (1)           | 6           | 4          | 4          |   |   |        |        |        |        |        |
|  | Lesley Turner | (1)           | 6           | 4          | 4          |   |   |        |        |        |        |        |

## Résultats en double

### Tableau final
|  |                             |  |   |    |  |
|  | Finale                      |  |   |    |  |
|  |                             |  |   |    |  |
|  |                             |  |   |    |  |
|  | Lesley Turner Gail Sherriff |  | 6 | 10 |  |
|  | Lesley Turner Gail Sherriff |  | 6 | 10 |  |
|  | Emilie Burrer Linda Tuero   |  | 0 | 8  |  |